# Euthalia gustavi
Euthalia gustavi är en fjärilsart som beskrevs av Hans Fruhstorfer 1913. Euthalia gustavi ingår i släktet Euthalia och familjen praktfjärilar. Inga underarter finns listade i Catalogue of Life.